# Recovery
A Recovery Eminem hetedik stúdióalbuma, amely 2010. június 18-án jelent meg. Az első héten az USA-ban 741,000 darabot adtak el belőle, világszerte pedig 1,114,500-at. Amerikában két hét után platina státuszt ért el, Kanadában pedig első héten platina lett.
Eddig 4 klipet készített az albumhoz: a Not Afraid című számból, a Love The Way You Lie-ból, a No Love-ból, és a Space Bound-ból.
Az első dal amit a közönség elé tárt Eminem a Not Afraid.

## Az album számai
- Cold Wind Blows
- Talkin' 2 Myself (Kobe közreműködésével)
- On Fire
- Won't Back Down (Pink közreműködésével)
- W.T.P.
- Going Through Changes
- Not Afraid
- Seduction
- No Love (Lil Wayne közreműködésével)
- Space Bound
- Cinderella Man
- 25 To Life
- So Bad
- Almost Famous
- Love The Way You Lie (Rihanna közreműködésével)
- You're Never Over
- Untitled (rejtett track)

### Bónusz számok
- Ridaz
- Session One